# Gilbert Grellet
Pour les articles homonymes, voir Grellet.
Gilbert Grellet, né le 30 juin 1946 à Bordeaux, est un journaliste français qui a fait toute sa carrière à l'Agence France-Presse (AFP). Il est également écrivain et a notamment publié plusieurs ouvrages de caractère historique.

## Biographie

### Formation et vie privée
Fils de diplomate, diplômé de l'École des hautes études commerciales de Paris en 1969, il est entré à l'AFP en 1972 après avoir fait sa coopération militaire en Mauritanie à la BCEAO entre 1969 et 1971.
Gilbert Grellet est le père de la femme d'affaires et investisseur Vanessa Grellet.

### Carrière
À l'AFP, il a occupé successivement les postes de correspondant économique et financier à New York  (1972-1977), directeur du bureau de Brasilia (1977-1979), chef du desk économique à Paris (1979-1983), chef du bureau de Washington (1983-1987) où il a notamment interviewé le Président Ronald Reagan dans le bureau oval, avant de devenir à Paris directeur commercial de l'Agence (1987-1995), puis directeur pour l'Europe et l'Afrique (1995-2001) et directeur pour les relations extérieures et les partenariats (2001-2005). Il est ensuite nommé directeur du bureau de Madrid,, (2005-2010), avant de rentrer à Paris pour créer le pôle édition de l'AFP (depuis 2011). Il a pris sa retraite en 2016 et se consacre à l'écriture.
Il a présidé de 1995 à 2001 la société d'information financière AFX News, basée à Londres, filiale de l'AFP et du groupe Financial Times.

## Œuvres littéraires
Son premier livre, Le souffle austral, écrit avec Hervé Guilbaud et publié en 1988 chez Flammarion, a obtenu cette année-là le prix du meilleur livre français de suspense et a été traduit en anglais et en japonais.
En 1990 il a publié chez Robert Laffont, en collaboration avec René Centassi, Tous les jours de mieux en mieux, Emile Coué et sa méthode réhabilités, un ouvrage visant à mettre en valeur la Méthode Coué d'autosuggestion consciente. Parmi ses autres ouvrages figurent notamment Aux Frontières du Monde (Ed. Jean Picollec, 2011) un essai consacré aux grandes explorations de la fin du XIXe et du début du XXe siècle, d'après la revue géographique française Le Tour du Monde (1860-1914).
Il a publié en février 2016 chez Albin Michel Un été impardonnable, livre consacré au début de la guerre d'Espagne (1936) et au refus des démocraties occidentales, la France en particulier, de défendre la République espagnole, agressée par des militaires putschistes soutenus par Hitler et Mussolini,. Cet ouvrage est préfacé par le Premier ministre français Manuel Valls,,,,.
Son dernier ouvrage, "Pour la beauté du jeu", publié aux Editions Kéro en janvier 2021, est un essai  sur les dérives du sport de haut niveau et les suggestions pour y remédier.

## Publications
- (fr + en + ja + sv + ro) Gilbert Grellet et Hervé Guilbaud, Le souffle austral, Paris, Flammarion, 1988 (1re éd. 1988), 264 p., livre de poche (ISBN 2-08-066184-1)
- (fr + es + it) Gilbert Grellet et René Centassi, Tous les jours de mieux en mieux : Emile Coué et sa méthode réhabilitée, Paris, Robert Laffont, 1990, 259 p. (ISBN 978-2-221-06681-2)
- (fr) Gilbert Grellet, Martin s’en revient d’Amérique, Paris, Jean Picollec, 1991, 189 p. (ISBN 2-86477-111-X)
- (fr) Gilbert Grellet, Aux Frontières du monde, Paris, Jean Picollec, 2011, 592 p. (ISBN 978-2-86477-254-5)
- (fr) Gilbert Grellet, La Nature en fureur, Paris, Gallimard / AFP, 2013, 192 p. (ISBN 978-2-7424-3594-4)
- (fr) Gilbert Grellet, Sport : Photographier l’exploit, Paris, Armand Colin / AFP, mai 2014, 144 p. (ISBN 978-2-200-28949-2)
- (fr) Gilbert Grellet, Le Monde en fêtes, Paris, Gallimard / AFP, octobre 2014, 184 p. (ISBN 978-2-7424-3817-4)
- (fr) Gilbert Grellet (préf. Manuel Valls), Un été impardonnable : 1936 : la guerre d'Espagne et le scandale de la non-intervention, Paris, Albin Michel, février 2016, 300 p. (ISBN 978-2-226-32000-1)
- (fr)   Gilbert Grellet, Pour la beauté du jeu, Paris, Editions Kéro, janvier 2021, 200 p.  (ISBN 978-2702168349)
- (fr)  Gilbert Grellet, Lectures incorrectes, Paris, Autoédition, janvier 2023, 118 p.  (ISBN 978-2958606718)